# Tehuelczezaur
Tehuelczezaur (Tehuelchesaurus benitezii) – dinozaur z grupy zauropodów; pierwotnie uważany był za bliskiego krewnego omeizaura, nowsze analizy kladystyczne sugerują jednak, że w rzeczywistości jest on bazalnym przedstawicielem grupy Titanosauriformes lub jej bliskim krewnym. Z analizy kladystycznej przeprowadzonej przez Carballido i współpracowników (2011) wynika, że Tehuelchesaurus był bazalnym przedstawicielem kladu Camarasauromorpha nie należącym do Titanosauriformes; według tej analizy taksonem siostrzanym do rodzaju Tehuelchesaurus był europejski Galveosaurus. Nazwa została nadana na cześć Indian Tehuelche.
Żył na przełomie jury i kredy na terenach Ameryki Południowej; pierwotnie zakładano, że skały, w których odkryto jego skamieniałości należą do środkowojurajskiej (prawdopodobnie kelowej) formacji Cañadón Asfalto, jednak późniejsze badania dowiodły, że w rzeczywistości należą one do późnojurajskiej (kimeryd-tyton) lub wczesnokredowej formacji Cañadón Calcáreo. Długość ciała ok. 15 m (lewa kość ramienna 1,14 m, prawa kość udowa 1,53 m, lewa kość udowa 1,58 m, prawa łopatka 1,75 m). Jego szczątki znaleziono w Argentynie (w prowincji Chubut).